# عقد 1210 هـ
عقد 1210 هـ هو الفترة بين عام 1210 إلى 1219 في التقويم الهجري، أي العشر سنوات الثانية من القرن الثالث عشر الهجري.